# 384 Burdigala
A 384 Burdigala (ideiglenes jelöléssel 1894 AV) a Naprendszer kisbolygóövében található aszteroida. Fernand Courty fedezte fel 1894. február 11-én.